# Joseph Gredt
Le père Joseph Gredt, né Auguste Gredt le 30 juillet 1863 à Luxembourg et mort le 20 janvier 1940 à Rome, est un bénédictin luxembourgeois [attaché d'abord à l'abbaye de Seckau, en Styrie (Autriche), puis à celle de Saint-Matthias de Trèves (Allemagne rhénane)], docteur en théologie et, de 1896 à 1939, professeur de philosophie au Collège Saint-Anselme (actuel Athénée pontifical Saint-Anselme) de Rome.
Sa spécialité était la philosophie thomiste, domaine dans lequel il publia plusieurs ouvrages qui font toujours autorité, principalement dans le monde germanique. Il était membre de l'Académie pontificale romaine de Saint-Thomas d'Aquin et de religion catholique, à Rome.

## Biographie
Auguste Gredt, le futur père Joseph de l'Ordre de Saint-Benoît, est un fils de Nicolas Gredt (1834-1909), professeur (grec ancien, allemand et philosophie) puis — successivement — censeur, directeur adjoint et directeur de l'Athénée grand-ducal de Luxembourg, personnage connu surtout pour son gros recueil de contes et légendes du pays de Luxembourg (Sagenschatz des Luxemburger Landes, 1883 ; plusieurs fois réédité jusqu'à nos jours). Joseph Gredt est par ailleurs le frère aîné de l'ingénieur sidérurgiste, chef d'entreprise et inventeur Paul Gredt (1867-1834).
Après ses études secondaires classiques (gréco-latines) à l'Athénée grand-ducal de Luxembourg, Auguste Gredt intégra le Grand séminaire de Luxembourg et fut ordonné prêtre par Mgr Joseph Koppes, évêque de Luxembourg, en 1886 en la cathédrale Notre-Dame de sa ville natale. Il poursuivit ses études supérieures à Rome, au Collegium Divi Thomae, où il défendit une thèse en théologie catholique. Le jeune docteur s'inscrivit ensuite à l'université d'Innsbruck en vue d'y étudier le syriaque et l'archéologie chrétienne sous la houlette du Pr Gustav Bickell, orientaliste allemand et lui-même prêtre. Toutefois, Auguste Gredt, après un bref séjour dans un monastère du Tyrol méridional, eut comme une révélation et décida d'entrer dans les ordres. Il demanda donc à être admis comme novice au monastère bénédictin de Seckau, en Styrie. Il y prononça ses vœux définitifs en mai 1891 et fut bientôt chargé — désormais en tant que père Joseph — d'enseigner la philosophie thomiste à ses jeunes confrères. Reconnu comme spécialiste en la matière, il fut rapidement — dès 1896 — appelé à Rome pour occuper la chaire de philosophie thomiste au Collegium Anselmianum, l'institution d'enseignement supérieur de son ordre où il allait enseigner pendant plus de quarante années (il fut aussi doyen de sa faculté) avant d'y finir ses jours.
Dès 1908, le père Joseph Gredt avait été coopté au sein de l'Académie pontificale Saint-Thomas, fondée à l'Angelicum, l'université dominicaine de Rome, par le pape Léon XIII en 1879. Parmi ses confrères, on relève notamment Jacques Maritain.
Pendant les années de guerre 1915-1918, le Collegium Anselmianum, dont le recrutement se faisait alors surtout dans les pays ou régions du monde germanique (Allemagne, y compris l'Alsace-Lorraine, partie germanophone de l'Autriche-Hongrie, Suisse alémanique, Grand-Duché de Luxembourg), se replia dans les murs du monastère de Seckau, car l'Italie avait rejoint la Triple-Entente (alliance franco-anglo-russe) en 1915 et la plupart des étudiants risquaient donc d'être coupés de leur région d'origine par la ligne de front entre l'Autriche-Hongrie et l'Italie. Après le conflit, tout le monde retourna à Rome. Précisons toutefois que le père Joseph, même s'il continua à enseigner à Rome, fut transféré en 1922 de Seckau à l'ancienne abbaye Saint-Eucher, alias Saint-Matthias de Trèves, réactivée depuis peu. En effet, l'Autriche-Hongrie ayant été disloquée après la guerre (Traité de Saint-Germain), le monastère de Seckau avait tenu à se doter d'un refuge hors de la petite république d'Autriche dont la stabilité ne semblait pas bien assurée.
Le père Joseph Gredt mourut à Rome, au Collegium Anselmianum, le 29 janvier 1940 et trouva sa dernière demeure dans le caveau de son institution, au cimetière romain dit Campo Verano.

## Publications (aperçu)
- De specifica indivisibilitate speciei humanae ; in: Acta Pont. Academiae Romanae S. Thomae Aquinatis et Religionis Catholicae. Nova Series ; volume V (1938), p. 163-168 ; Turin et Rome : Marietti, 1939.
- Die aristotelisch-thomistische Philosophie ; 2 vol. (I. Logik & Naturphilosophie ; II. Metaphysik & Ethik) faisant ~800 pages en tout) ; Fribourg-en-Brisgau : Herder, 1935; souvent réédité (… ; 1961 ; 2012). - Adaptation allemande, par l'auteur et pour le grand public cultivé, de l'ouvrage suivant :
- Elementa philosophiae aristotelico-thomisticae ; Fribourg-en-Brisgau, Bâle, Vienne, Rome : Herder, 1899 et 1901 ; nombreuses rééditions, dont 1926, 1929, 1932, 1937, 1961.
- De cognitione sensuum externorum, Rome : Desclée, 1924.
- Unsere Aussenwelt: Eine Untersuchung über den gegenständlichen Wert der Sinneserkenntnis, Innsbruck, Vienne, Munich et Bozen : Tyrolia, 1921.